# Melinoessa perlimbata
Timana perlimbata là một loài bướm đêm trong họ Geometridae.